# 파이썬 소프트웨어 재단 허가서
파이썬 소프트웨어 재단 허가서(Python Software Foundation License, PSFL)는 GNU 일반 공중 사용 허가서(GPL)과 호환되는 BSD 스타일의 퍼미시브 소프트웨어 라이선스이다. 주요 용도는 파이썬 프로젝트 소프트웨어 및 해당 문서를 배포하는 것이다. 이 라이선스는 퍼미시브(permissive)이므로 파생물의 소유권을 허용한다. PSFL은 FSF 승인 라이선스 목록과 OSI 승인 라이선스 목록 모두에 승인된 것으로 나열되어 있다.
이 라이선스는 "파이썬 라이선스 2.0.1"이라고도 한다.
2000년에 파이썬(구체적으로 버전 2.1)은 GPL과 호환되지 않는 파이썬 라이선스에 따라 잠시 제공되었다. 자유 소프트웨어 재단이 이러한 비호환성에 대해 제시한 이유는 "이 파이썬 라이선스는 미국 '버지니아주' 법률의 적용을 받는다." 이는 GPL이 허용하지 않는 것이다.
파이썬의 창시자인 귀도 반 로섬은 이러한 비호환성을 수정하기 위해 라이선스를 변경한 공로로 2001년 자유 소프트웨어 발전 공로로 FSF 자유 소프트웨어상을 받았다.

## 같이 보기
- 파이썬 소프트웨어 재단